# Eleições legislativas portuguesas de 1985
As eleições legislativas portuguesas de 1985 foram realizadas no dia 6 de outubro de 1985, vindo a definir a IV Legislatura. Estas eleições foram antecipadas após Mário Soares, primeiro-ministro do Partido Socialista (PS) entre 1983 a 1985, apresentar a sua demissão após o Partido Social Democrata (PPD/PSD) romper o Bloco Central com o PS. Aníbal Cavaco Silva, o novo presidente do PPD/PSD, era um forte crítico de tal solução governativa e rompeu com a coligação governamental após ser eleito internamente.
O PPD/PSD conseguia um feito histórico e, pela primeira vez concorrendo sozinho, vence umas eleições legislativas tornando-se o maior partido. Apesar desta vitória, os social-democratas ficaram longe de uma maioria parlamentar ao obterem apenas 29,9% e 88 deputados.
O PS, liderado por António de Almeida Santos (o secretário-geral do PS era ainda Mário Soares, mas programara já a sua candidatura às eleições presidenciais de 1986), obtinha o seu pior resultado de sempre em eleições nacionais ao ficar-se pelos 20,8% dos votos e perdendo mais de 40 deputados em relação a 1983.
A grande surpresa foi a erupção do Partido Renovador Democrático (PRD), que era bastante próximo do presidente da República António Ramalho Eanes. Beneficiando de um clima de desilusão em relação aos partidos existentes, o PRD conseguiria 18% dos votos e 45 deputados.
A Aliança Povo Unido (APU), liderada pelo Partido Comunista Português (PCP) coligado com o Movimento Democrático Português (MDP/CDE) e, pela primeira vez em eleições legislativas, com o Movimento Ecologista Português – Partido "Os Verdes" (MEP/PV), iniciava um longo declínio eleitoral ao perder seis deputados e ao obter 15,5% dos votos. Apesar disto, nunca a coligação liderou em tantos círculos eleitorais, visto que conseguiu pela primeira e única vez ser a primeira força política no distrito de Portalegre.
Por fim, o Partido do Centro Democrático Social (CDS) (tal como a APU), continuaria a perder votos e deputados ao ficar-se pelos 22 deputados e 10,0%.
Cavaco Silva, presidente do PPD/PSD, tornar-se-ia Primeiro-Ministro após as eleições ao formar um governo minoritário com o apoio parlamentar do CDS e PRD. Porém, o PRD iria romper com o seu apoio em 1987.

## Partidos
Os partidos com deputados eleitos nesta eleição constam abaixo:
| Partido/coligação | Partido/coligação                    | Partido/coligação | Líder                     | Ideologia          | Espectro                    |
| ----------------- | ------------------------------------ | ----------------- | ------------------------- | ------------------ | --------------------------- |
|                   | Partido Social Democrata             | PPD/PSD           | Aníbal Cavaco Silva       | Liberalismo social | Centro-Direita              |
|                   | Partido Socialista                   | PS                | António de Almeida Santos | Social-democracia  | Centro-esquerda             |
|                   | Partido Renovador Democrático        | PRD               | Hermínio Martinho         | Centrismo          | Centro                      |
|                   | Aliança Povo Unido                   | APU               | Álvaro Cunhal             | Comunismo          | Esquerda a Extrema-Esquerda |
|                   | Partido do Centro Democrático Social | CDS               | Francisco Lucas Pires     | Democracia cristã  | Centro-direita              |

## Debates
Os debates para as eleições legislativas de 1985 foras transmitidas pela RTP1, num programa chamado Actualidade Política, em que houve uma série de quatro debates.

### Principais partidos
| Debates        | Debates            | Debates       | Debates                                 | Debates                                 | Debates                                 | Debates                                 | Debates                                 |      |        |             |                   |
| Data           | Estação televisiva | Moderador(es) | Nome Presente A Ausente N Não Convidado | Nome Presente A Ausente N Não Convidado | Nome Presente A Ausente N Não Convidado | Nome Presente A Ausente N Não Convidado | Nome Presente A Ausente N Não Convidado |      |        |             |                   |
| Data           | Estação televisiva | Moderador(es) | PS                                      | PPD/PSD                                 | APU                                     | CDS                                     | Refs                                    |      |        |             |                   |
| -------------- | ------------------ | ------------- | --------------------------------------- | --------------------------------------- | --------------------------------------- | --------------------------------------- | --------------------------------------- | ---- | ------ | ----------- | ----------------- |
| Data           | Estação televisiva | Moderador(es) | 3 de setembro                           | RTP1                                    | Mário Crespo                            | Almeida Santos                          | Refs                                    | A(b) | Cunhal | Lucas Pires | [ 6 ] [ 7 ] [ 8 ] |
| 5 de setembro  | N                  | A(c)          | Cunhal                                  | RTP1                                    | Mário Crespo                            | Lucas Pires                             | [ 9 ] [ 10 ] [ 11 ]                     |      |        |             |                   |
| 10 de setembro | Almeida Santos     | Cavaco Silva  | N                                       | RTP1                                    | Mário Crespo                            | Lucas Pires                             | [ 12 ] [ 13 ] [ 14 ]                    |      |        |             |                   |
| 12 de setembro | Almeida Santos     | Cavaco Silva  | Cunhal                                  | RTP1                                    | Mário Crespo                            | N                                       | [ 15 ] [ 16 ] [ 17 ]                    |      |        |             |                   |

### Pequenos partidos
| Debates | Debates            | Debates       | Debates                                 | Debates                                 | Debates                                 | Debates                                 | Debates                                 |           |               |      |                             |
| Data    | Estação televisiva | Moderador(es) | Nome Presente A Ausente N Não Convidado | Nome Presente A Ausente N Não Convidado | Nome Presente A Ausente N Não Convidado | Nome Presente A Ausente N Não Convidado | Nome Presente A Ausente N Não Convidado |           |               |      |                             |
| Data    | Estação televisiva | Moderador(es) | PRD                                     | MDP/CDE                                 | UEDS                                    | UDP                                     | Refs                                    |           |               |      |                             |
| ------- | ------------------ | ------------- | --------------------------------------- | --------------------------------------- | --------------------------------------- | --------------------------------------- | --------------------------------------- | --------- | ------------- | ---- | --------------------------- |
| Data    | Estação televisiva | Moderador(es) | 29 de agosto                            | RTP1                                    | José Alberto Machado                    | A(a)                                    | Refs                                    | Casquilho | Lopes Cardoso | Tomé | [ 18 ] [ 19 ] [ 20 ] [ 21 ] |

## Sondagens
| Empresa de sondagens | Data de amostragem   | Amostra | Abstenção | PS          | PPD/PSD      | APU         | CDS        | PRD         | O.      | V.         |         |         |         |         |       |     |
| -------------------- | -------------------- | ------- | --------- | ----------- | ------------ | ----------- | ---------- | ----------- | ------- | ---------- | ------- | ------- | ------- | ------- | ----- | --- |
| Empresa de sondagens | Data de amostragem   | Amostra | Abstenção | Resultado   | 6 de outubro | 5 798 929   | 74,2%      | 20.8 57     | O.      | V.         | 29.9 88 | 15.5 38 | 10.0 22 | 17.9 45 | 5.9 0 | 9.1 |
| RTP1                 | 6 de outubro (22:50) |         |           | 22.0 – 26.9 | 26.8 – 29.7  | 15.0 – 18.1 | 9.3 – 10.8 | 14.5 – 16.5 | –       | 2.8 – 4.8  |         |         |         |         |       |     |
| RTP1                 | 6 de outubro (21:10) |         |           | 23.8 – 26.9 | 28.0 – 29.8  | 17.3 – 18.1 | 9.8 – 10.7 | 11.1 – 14.9 | –       | 2.9 – 6.0  |         |         |         |         |       |     |
| Rádio Comercial      | 6 de outubro         |         |           | 19.0 – 22.0 | 29.0 – 31.0  | 14.0 – 16.0 | 8.0 – 16.0 | 18.0 – 22.0 | –       | 9.0 – 10.0 |         |         |         |         |       |     |
| Á boca das urnas     |                      |         |           |             |              |             |            |             |         |            |         |         |         |         |       |     |
| Expresso             | 4 de outubro         |         |           | 28.0 – 32.0 | 27.0 – 31.0  | 15.0 – 17.0 | 9.0 – 12.0 | 8.0 – 11.0  | –       | 1.0        |         |         |         |         |       |     |
| Norma/Semanário      | 17-29 de abril       |         |           | 24,7        | 16,4         | 18,4        | 17,1       | 8,4         | -       | 6,3        |         |         |         |         |       |     |
| Norma/Semanário      | Março                |         |           | 21,1        | 18,4         | 20,0        | 19,2       | 5,5         | -       | 1,1        |         |         |         |         |       |     |
| Norma/Semanário      | 15-25 de fevereiro   |         | 70,1      | 20,7        | 21,6         | 17,8        | 17,6       | 10,0        | -       | 0,9        |         |         |         |         |       |     |
| Norma/Semanário      | 14-21 de janeiro     |         | 75,2      | 21,3        | 22,9         | 20,3        | 16,2       | Não existia | 19,3(d) | 1,6        |         |         |         |         |       |     |
| 1985                 |                      |         |           |             |              |             |            |             |         |            |         |         |         |         |       |     |
| Norma/Semanário      | Novembro             |         |           | 20,7        | 22,7         | 22,4        | 17,5       | Não existia |         | 0,3        |         |         |         |         |       |     |
| Norma/Semanário      | 4-15 de outubro      | 599     |           | 23,9        | 24,8         | 23,1        | 14,7       | Não existia | 5,1(e)  | 0,9        |         |         |         |         |       |     |
| Norma/Semanário      | Julho                |         |           | 21,5        | 23,6         | 20,3        | 15,4       | Não existia | -       | 2,1        |         |         |         |         |       |     |
| Norma/Semanário      | Janeiro              |         |           | 31,9        | 22,8         | 21,2        | 13,3       | Não existia | -       | 9,1        |         |         |         |         |       |     |
| 1984                 |                      |         |           |             |              |             |            |             |         |            |         |         |         |         |       |     |
| Eleições 1983        | 25 de abril de 1983  |         |           | 36.1 101    | 27.2 75      | 18.1 44     | 12.6 30    | Não existia | 6.0 0   | 8.9        |         |         |         |         |       |     |

## Resultados nacionais
| Partido                                                                                        | Partido                                         | Votos     | %               | +/-    | Deputados | +/-     |
| ---------------------------------------------------------------------------------------------- | ----------------------------------------------- | --------- | --------------- | ------ | --------- | ------- |
|                                                                                                | Partido Social Democrata                        | 1 732 288 | 29,87 / 100,00  | 2,63   | 88 / 250  | 13      |
|                                                                                                | Partido Socialista                              | 1 204 311 | 20,77 / 100,00  | 15,34  | 57 / 250  | 44      |
|                                                                                                | Partido Renovador Democrático                   | 1 038 893 | 17,92 / 100,00  | Novo   | 45 / 250  | Novo    |
|                                                                                                | Aliança Povo Unido (a)                          | 898 281   | 15,49 / 100,00  | 2,58   | 38 / 250  | 6       |
|                                                                                                | Partido do Centro Democrático Social            | 577 580   | 9,96 / 100,00   | 2,60   | 22 / 250  | 8       |
|                                                                                                | União Democrática Popular                       | 73 401    | 1,27 / 100,00   | 0,79   | 0 / 250   | Estável |
|                                                                                                | Partido da Democracia Cristã                    | 41 831    | 0,72 / 100,00   | 0,03   | 0 / 250   | Estável |
|                                                                                                | Partido Socialista Revolucionário               | 35 238    | 0,61 / 100,00   | 0,38   | 0 / 250   | Estável |
|                                                                                                | Partido Comunista dos Trabalhadores Portugueses | 19 943    | 0,34 / 100,00   | 0,03   | 0 / 250   | Estável |
|                                                                                                | Partido Operário de Unidade Socialista          | 19 085    | 0,33 / 100,00   | 0,01   | 0 / 250   | Estável |
|                                                                                                | Partido Comunista (Reconstruído)                | 12 749    | 0,22 / 100,00   | 0,22   | 0 / 250   | Estável |
| Votos inválidos                                                                                | Votos inválidos                                 | 145 319   | 2,51 / 100,00   | 0,06   |           |         |
| Total                                                                                          | Total                                           | 5 798 929 | 100,00 / 100,00 |        | 250 / 250 |         |
| Eleitorado/Participação                                                                        | Eleitorado/Participação                         | 7 818 981 | 74,16 / 100,00  | 3,63   |           |         |
| Fonte                                                                                          | Fonte                                           | [ 22 ]    | [ 22 ]          | [ 22 ] | [ 22 ]    | [ 22 ]  |
| (a) Coligação eleitoral entre PCP (35 deputados), MDP/CDE (3 deputados) e MEP/PV (0 deputados) |                                                 |           |                 |        |           |         |

| ↓   |    |     |     |     |
| APU | PS | PRD | PSD | CDS |
| 38  | 57 | 45  | 88  | 22  |

## Tabela de resultados por círculos eleitorais
|                   | %       | D       | %    | D  | %    | D   | %    | D   | %    | D   | %   | D   |                 |           |
| ----------------- | ------- | ------- | ---- | -- | ---- | --- | ---- | --- | ---- | --- | --- | --- | --------------- | --------- |
| Círculo eleitoral | PPD/PSD | PPD/PSD | PS   | PS | PRD  | PRD | APU  | APU | CDS  | CDS | UDP | UDP | Total deputados | Votantes  |
| Açores            | 48,3    | 3       | 20,1 | 1  | 15,2 | 1   | 4,4  | -   | 6,5  | -   | 1,2 | -   | 5               | 103 894   |
| Aveiro            | 38,4    | 6       | 23,0 | 4  | 13,4 | 2   | 6,5  | 1   | 13,5 | 2   | 0,8 | -   | 15              | 352 284   |
| Beja              | 13,7    | 1       | 20,1 | 1  | 11,6 | -   | 44,9 | 3   | 2,2  | -   | 1,3 | -   | 5               | 113 243   |
| Braga             | 32,8    | 6       | 21,8 | 4  | 16,8 | 3   | 8,5  | 1   | 14,0 | 2   | 0,8 | -   | 16              | 396 684   |
| Bragança          | 39,2    | 2       | 22,7 | 1  | 6,9  | -   | 5,3  | -   | 17,1 | 1   | 0,9 | -   | 4               | 92 036    |
| Castelo Branco    | 31,2    | 3       | 18,5 | 1  | 24,4 | 2   | 8,9  | -   | 9,6  | -   | 1,0 | -   | 6               | 140 703   |
| Coimbra           | 29,5    | 4       | 28,5 | 3  | 16,9 | 2   | 10,1 | 1   | 8,6  | 1   | 0,8 | -   | 11              | 246 683   |
| Évora             | 19,1    | 1       | 14,3 | 1  | 15,8 | 1   | 41,2 | 2   | 3,3  | -   | 1,1 | -   | 5               | 118 101   |
| Faro              | 28,4    | 3       | 22,3 | 2  | 20,5 | 2   | 15,4 | 2   | 6,1  | -   | 1,6 | -   | 9               | 198 315   |
| Guarda            | 33,6    | 2       | 23,3 | 2  | 10,9 | -   | 5,2  | -   | 19,5 | 1   | 0,8 | -   | 5               | 118 947   |
| Leiria            | 38,6    | 5       | 19,6 | 2  | 15,3 | 2   | 7,9  | 1   | 12,2 | 1   | 0,9 | -   | 11              | 241 392   |
| Lisboa            | 25,6    | 15      | 19,8 | 12 | 21,3 | 13  | 20,1 | 12  | 8,1  | 4   | 1,6 | -   | 56              | 1 288 111 |
| Madeira           | 56,8    | 4       | 13,2 | 1  | 9,7  | -   | 3,2  | -   | 7,8  | -   | 5,0 | -   | 5               | 121 441   |
| Portalegre        | 20,9    | 1       | 23,7 | 1  | 18,9 | -   | 25,2 | 1   | 4,9  | -   | 1,0 | -   | 3               | 93 608    |
| Porto             | 29,3    | 12      | 23,6 | 10 | 20,5 | 8   | 12,1 | 5   | 9,8  | 4   | 1,1 | -   | 39              | 922 659   |
| Santarém          | 27,8    | 4       | 18,6 | 2  | 23,8 | 3   | 16,4 | 2   | 7,7  | 1   | 1,1 | -   | 12              | 277 461   |
| Setúbal           | 15,4    | 3       | 16,5 | 3  | 20,4 | 4   | 38,2 | 7   | 3,8  | -   | 1,9 | -   | 17              | 420 793   |
| Viana do Castelo  | 33,5    | 3       | 18,4 | 1  | 16,2 | 1   | 8,2  | -   | 16,6 | 1   | 1,0 | -   | 6               | 140 998   |
| Vila Real         | 42,2    | 3       | 23,0 | 2  | 8,6  | -   | 5,9  | -   | 12,5 | 1   | 0,8 | -   | 6               | 131 300   |
| Viseu             | 37,7    | 5       | 20,0 | 2  | 10,9 | 1   | 5,0  | -   | 19,9 | 2   | 0,7 | -   | 10              | 222 745   |
| Europa            | 24,3    | 1       | 24,2 | 1  | 7,1  | -   | 18,8 | -   | 17,3 | -   | 0,9 | -   | 2               | 23 540    |
| Fora da Europa    | 40,5    | 1       | 7,8  | -  | 3,3  | -   | 2,6  | -   | 37,9 | 1   | 0,4 | -   | 2               | 33 991    |
| Portugal          | 29,9    | 88      | 20,8 | 57 | 17,9 | 45  | 15,5 | 38  | 10,0 | 22  | 1,3 | -   | 250             | 5 798 929 |

## Resultados por concelhos

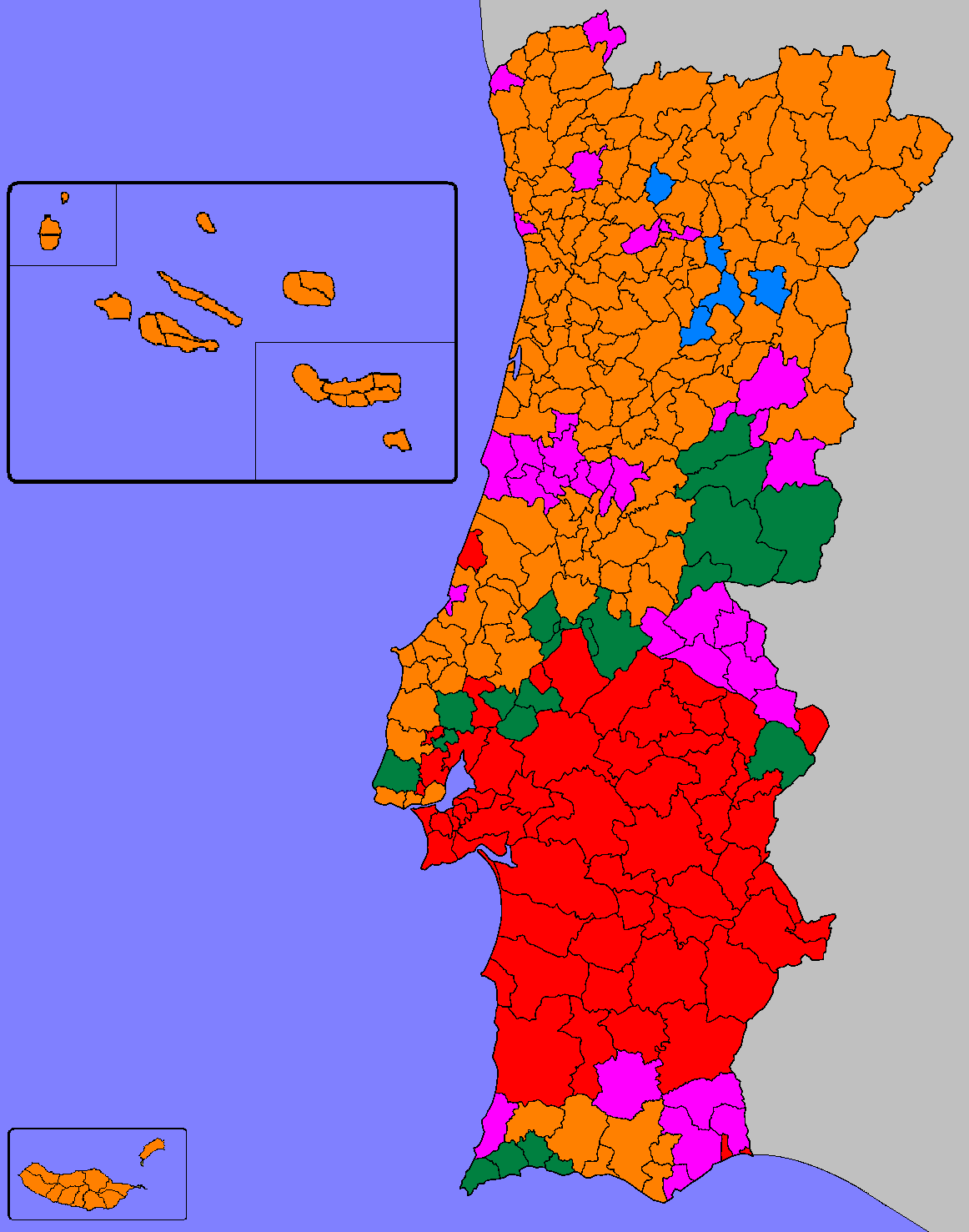
Partido mais votado por concelho.

A seguinte tabela contém os resultados obtidos pelos partidos que tenham tido, pelo menos, 1% dos votos expressos a nível nacional:
| Concelhos                   | %       | %    | %    | %    | %    | %    | Votantes  |
| Concelhos                   | PPD/PSD | PS   | PRD  | APU  | CDS  | UDP  | Votantes  |
| --------------------------- | ------- | ---- | ---- | ---- | ---- | ---- | --------- |
| Abrantes                    | 20,5    | 18,0 | 31,7 | 15,3 | 6,9  | 1,8  | 29 118    |
| Águeda                      | 34,5    | 27,0 | 10,1 | 6,8  | 16,7 | 0,6  | 23 774    |
| Aguiar da Beira             | 39,8    | 10,9 | 8,2  | 1,3  | 30,0 | 0,5  | 4 049     |
| Alandroal                   | 13,5    | 12,2 | 12,5 | 52,9 | 2,5  | 0,8  | 5 243     |
| Albergaria-a-Velha          | 40,3    | 21,1 | 11,8 | 4,4  | 17,4 | 0,7  | 11 925    |
| Albufeira                   | 36,5    | 22,5 | 19,3 | 8,9  | 5,8  | 0,9  | 9 780     |
| Alcácer do Sal              | 10,8    | 16,3 | 15,7 | 46,9 | 2,6  | 1,8  | 10 329    |
| Alcanena                    | 29,1    | 24,6 | 13,9 | 14,6 | 12,2 | 0,7  | 9 062     |
| Alcobaça                    | 39,5    | 22,1 | 15,4 | 6,8  | 10,3 | 0,7  | 31 172    |
| Alcochete                   | 12,6    | 18,8 | 21,0 | 38,8 | 2,9  | 1,9  | 6 882     |
| Alcoutim                    | 20,8    | 38,5 | 11,8 | 15,0 | 5,2  | 0,8  | 3 011     |
| Alenquer                    | 19,1    | 23,5 | 24,0 | 22,9 | 4,6  | 0,9  | 21 490    |
| Alfândega da Fé             | 42,4    | 20,2 | 5,9  | 7,2  | 15,2 | 1,1  | 4 303     |
| Alijó                       | 34,8    | 28,1 | 7,0  | 6,1  | 15,9 | 0,8  | 9 866     |
| Aljezur                     | 14,8    | 27,8 | 25,1 | 20,9 | 2,9  | 1,2  | 3 476     |
| Aljustrel                   | 7,9     | 21,3 | 8,0  | 54,4 | 1,6  | 2,4  | 8 403     |
| Almada                      | 17,1    | 17,7 | 21,3 | 34,1 | 4,5  | 1,8  | 96 099    |
| Almeida                     | 31,7    | 17,2 | 9,4  | 3,7  | 30,0 | 0,6  | 6 524     |
| Almeirim                    | 20,8    | 18,7 | 30,5 | 21,8 | 3,9  | 0,5  | 13 021    |
| Almodôvar                   | 18,6    | 41,7 | 8,4  | 22,1 | 1,8  | 0,5  | 5 760     |
| Alpiarça                    | 9,6     | 11,5 | 15,3 | 55,8 | 2,4  | 1,6  | 5 446     |
| Alter do Chão               | 21,8    | 23,6 | 15,2 | 27,7 | 3,8  | 1,1  | 3 334     |
| Alvaiázere                  | 50,3    | 10,3 | 6,4  | 1,0  | 25,5 | 0,4  | 6 316     |
| Alvito                      | 25,3    | 15,1 | 12,4 | 38,4 | 1,5  | 0,9  | 1 893     |
| Amadora                     | 20,9    | 19,5 | 23,5 | 25,4 | 5,7  | 1,8  | 100 647   |
| Amarante                    | 32,8    | 25,4 | 18,4 | 7,7  | 8,1  | 1,6  | 26 753    |
| Amares                      | 38,0    | 19,7 | 10,6 | 3,8  | 21,4 | 0,5  | 9 360     |
| Anadia                      | 47,0    | 20,7 | 7,3  | 3,9  | 15,3 | 0,6  | 17 538    |
| Angra do Heroísmo           | 40,9    | 27,9 | 13,7 | 3,8  | 7,8  | 1,7  | 17 616    |
| Ansião                      | 59,4    | 15,6 | 9,1  | 2,1  | 8,1  | 0,6  | 8 862     |
| Arcos de Valdevez           | 41,7    | 20,1 | 8,0  | 3,7  | 17,3 | 1,4  | 14 092    |
| Arganil                     | 40,5    | 26,2 | 14,6 | 3,3  | 7,8  | 0,6  | 9 066     |
| Armamar                     | 39,7    | 12,8 | 13,8 | 7,2  | 16,9 | 1,5  | 4 626     |
| Arouca                      | 46,5    | 16,0 | 9,4  | 3,3  | 18,5 | 0,6  | 12 981    |
| Arraiolos                   | 15,7    | 11,6 | 11,7 | 53,3 | 2,4  | 1,0  | 5 986     |
| Arronches                   | 22,4    | 28,5 | 16,5 | 20,9 | 5,0  | 1,0  | 2 709     |
| Arruda dos Vinhos           | 17,1    | 26,6 | 28,3 | 16,8 | 5,6  | 0,8  | 5 098     |
| Aveiro                      | 35,7    | 20,0 | 13,4 | 6,9  | 18,8 | 0,9  | 36 027    |
| Avis                        | 17,1    | 17,2 | 6,8  | 53,5 | 1,7  | 0,8  | 4 273     |
| Azambuja                    | 18,4    | 21,5 | 23,3 | 25,5 | 2,5  | 3,6  | 12 014    |
| Baião                       | 27,1    | 32,2 | 14,8 | 7,5  | 8,7  | 1,5  | 10 996    |
| Barcelos                    | 45,4    | 18,3 | 11,4 | 5,8  | 13,2 | 1,1  | 58 454    |
| Barrancos                   | 5,5     | 20,5 | 14,1 | 50,8 | 1,8  | 0,5  | 1 298     |
| Barreiro                    | 11,2    | 14,4 | 19,8 | 47,4 | 2,3  | 2,0  | 56 121    |
| Batalha                     | 48,8    | 15,9 | 10,1 | 2,4  | 16,2 | 0,6  | 8 162     |
| Beja                        | 15,3    | 20,8 | 11,1 | 43,9 | 2,3  | 1,6  | 23 636    |
| Belmonte                    | 25,2    | 25,4 | 20,9 | 9,9  | 8,8  | 0,9  | 3 970     |
| Benavente                   | 15,1    | 17,6 | 19,4 | 38,0 | 4,0  | 1,7  | 9 882     |
| Bombarral                   | 30,7    | 20,7 | 16,2 | 10,4 | 15,7 | 0,6  | 8 079     |
| Borba                       | 16,9    | 15,6 | 18,9 | 37,2 | 3,8  | 1,7  | 5 667     |
| Boticas                     | 56,5    | 19,5 | 2,3  | 5,8  | 7,4  | 0,8  | 4 293     |
| Braga                       | 26,4    | 21,7 | 20,0 | 13,6 | 12,3 | 0,8  | 74 984    |
| Bragança                    | 36,2    | 25,7 | 9,1  | 5,4  | 15,6 | 0,9  | 18 283    |
| Cabeceiras de Basto         | 38,4    | 29,4 | 11,0 | 2,4  | 12,5 | 0,4  | 9 816     |
| Cadaval                     | 31,1    | 28,0 | 17,6 | 7,3  | 9,3  | 0,7  | 8 455     |
| Caldas da Rainha            | 37,6    | 18,4 | 20,5 | 7,7  | 10,2 | 0,8  | 24 239    |
| Calheta                     | 63,9    | 7,3  | 6,3  | 0,6  | 17,3 | 0,8  | 2 371     |
| Calheta                     | 71,7    | 5,6  | 2,3  | 1,0  | 15,6 | 0,8  | 6 620     |
| Câmara de Lobos             | 69,5    | 9,0  | 5,4  | 1,9  | 5,4  | 3,5  | 11 928    |
| Caminha                     | 24,3    | 30,7 | 20,8 | 8,5  | 8,0  | 1,1  | 9 867     |
| Campo Maior                 | 12,0    | 34,3 | 9,7  | 37,9 | 2,1  | 0,6  | 5 534     |
| Cantanhede                  | 40,4    | 26,6 | 5,9  | 3,2  | 18,6 | 0,4  | 20 532    |
| Carrazeda de Ansiães        | 40,0    | 19,5 | 7,4  | 4,9  | 18,1 | 0,9  | 5 577     |
| Carregal do Sal             | 44,6    | 19,8 | 10,9 | 4,6  | 13,3 | 0,9  | 6 055     |
| Cartaxo                     | 17,9    | 20,4 | 33,3 | 18,7 | 3,4  | 1,3  | 13 552    |
| Cascais                     | 31,0    | 17,7 | 19,5 | 15,6 | 11,4 | 1,3  | 90 283    |
| Castanheira de Pera         | 24,0    | 34,8 | 26,1 | 4,5  | 2,9  | 0,8  | 2 993     |
| Castelo Branco              | 31,3    | 16,3 | 32,6 | 7,4  | 6,8  | 0,9  | 34 916    |
| Castelo de Paiva            | 36,0    | 31,7 | 13,7 | 4,6  | 7,4  | 1,0  | 8 210     |
| Castelo de Vide             | 15,4    | 30,3 | 25,2 | 14,7 | 4,5  | 1,2  | 2 828     |
| Castro Daire                | 43,2    | 20,3 | 6,9  | 3,7  | 18,9 | 0,4  | 9 909     |
| Castro Marim                | 24,4    | 35,6 | 14,3 | 11,8 | 3,7  | 2,4  | 3 938     |
| Castro Verde                | 11,1    | 17,6 | 8,4  | 53,8 | 1,5  | 1,7  | 4 422     |
| Celorico da Beira           | 39,6    | 20,4 | 6,8  | 4,7  | 20,6 | 0,8  | 5 511     |
| Celorico de Basto           | 31,3    | 16,5 | 13,4 | 3,5  | 27,3 | 0,6  | 11 361    |
| Chamusca                    | 13,7    | 17,6 | 26,1 | 31,4 | 4,7  | 1,2  | 8 030     |
| Chaves                      | 50,9    | 19,8 | 6,9  | 6,1  | 8,3  | 0,9  | 24 034    |
| Cinfães                     | 33,6    | 21,7 | 14,7 | 5,8  | 15,7 | 0,7  | 12 094    |
| Coimbra                     | 24,6    | 26,5 | 20,2 | 15,7 | 7,6  | 0,8  | 84 196    |
| Condeixa-a-Nova             | 25,7    | 31,3 | 20,1 | 12,1 | 4,5  | 0,6  | 7 643     |
| Constância                  | 18,1    | 26,1 | 30,9 | 13,8 | 3,5  | 1,6  | 2 434     |
| Coruche                     | 16,9    | 13,2 | 21,2 | 39,0 | 4,2  | 1,0  | 15 926    |
| Corvo                       | 42,7    | 28,2 | 17,5 | 1,9  | 1,5  | 0    | 206       |
| Covilhã                     | 18,6    | 19,8 | 25,6 | 17,9 | 10,7 | 1,5  | 35 946    |
| Crato                       | 11,3    | 29,8 | 19,5 | 27,0 | 4,6  | 1,0  | 3 634     |
| Cuba                        | 12,9    | 15,0 | 10,8 | 52,8 | 2,3  | 0,9  | 3 834     |
| Elvas                       | 20,6    | 22,9 | 23,4 | 20,1 | 6,2  | 1,1  | 15 249    |
| Entroncamento               | 22,1    | 21,8 | 31,8 | 14,2 | 5,1  | 1,6  | 8 148     |
| Espinho                     | 35,3    | 24,4 | 15,8 | 13,1 | 6,9  | 0,7  | 20 174    |
| Esposende                   | 40,0    | 13,9 | 11,2 | 6,0  | 23,0 | 0,6  | 15 471    |
| Estarreja                   | 42,8    | 16,5 | 16,7 | 7,1  | 11,1 | 0,8  | 15 021    |
| Estremoz                    | 26,4    | 12,6 | 19,0 | 29,9 | 4,2  | 1,1  | 11 658    |
| Évora                       | 21,6    | 13,9 | 20,1 | 34,9 | 4,0  | 1,2  | 33 534    |
| Fafe                        | 32,2    | 29,6 | 14,4 | 7,3  | 9,5  | 0,6  | 25 558    |
| Faro                        | 28,6    | 18,9 | 20,6 | 16,7 | 9,4  | 1,1  | 27 331    |
| Felgueiras                  | 26,0    | 25,8 | 23,2 | 6,6  | 12,1 | 1,0  | 25 608    |
| Ferreira do Alentejo        | 10,8    | 23,3 | 12,1 | 45,2 | 1,6  | 0,7  | 6 961     |
| Ferreira do Zêzere          | 49,0    | 14,5 | 13,6 | 2,8  | 12,8 | 0,7  | 6 403     |
| Figueira da Foz             | 21,5    | 26,6 | 26,5 | 12,1 | 6,5  | 1,0  | 33 868    |
| Figueira de Castelo Rodrigo | 41,6    | 23,4 | 7,8  | 3,7  | 15,3 | 0,7  | 5 227     |
| Figueiró dos Vinhos         | 57,1    | 13,6 | 10,5 | 1,7  | 8,6  | 0,7  | 5 418     |
| Fornos de Algodres          | 36,4    | 19,8 | 8,4  | 4,0  | 24,5 | 1,1  | 4 081     |
| Freixo de Espada à Cinta    | 37,1    | 33,1 | 6,5  | 7,7  | 7,3  | 0,8  | 3 066     |
| Fronteira                   | 24,4    | 23,7 | 14,8 | 26,6 | 3,8  | 1,4  | 3 044     |
| Funchal                     | 45,6    | 17,3 | 14,5 | 4,6  | 8,0  | 5,3  | 56 390    |
| Fundão                      | 25,6    | 20,3 | 26,4 | 7,8  | 11,2 | 1,0  | 19 185    |
| Gavião                      | 12,6    | 29,6 | 24,8 | 18,9 | 6,3  | 0,9  | 4 225     |
| Góis                        | 31,8    | 39,1 | 9,0  | 3,1  | 9,7  | 0,8  | 3 480     |
| Golegã                      | 17,4    | 13,6 | 32,7 | 26,2 | 5,1  | 1,2  | 3 833     |
| Gondomar                    | 25,8    | 21,7 | 22,6 | 18,3 | 6,8  | 1,0  | 78 969    |
| Gouveia                     | 29,0    | 28,1 | 14,4 | 7,1  | 13,7 | 1,0  | 11 100    |
| Grândola                    | 16,2    | 14,1 | 10,3 | 51,0 | 2,5  | 1,4  | 10 799    |
| Guarda                      | 27,4    | 30,3 | 13,0 | 5,2  | 16,5 | 0,8  | 24 855    |
| Guimarães                   | 23,2    | 23,3 | 22,7 | 12,2 | 12,4 | 0,8  | 78 759    |
| Horta                       | 48,4    | 22,1 | 12,6 | 5,1  | 7,7  | 0,9  | 7 977     |
| Idanha-a-Nova               | 24,1    | 24,9 | 29,7 | 6,9  | 5,6  | 1,0  | 9 898     |
| Ílhavo                      | 41,1    | 22,4 | 13,9 | 6,3  | 11,2 | 0,9  | 16 564    |
| Lagoa                       | 50,3    | 14,8 | 17,1 | 5,5  | 4,8  | 1,1  | 3 760     |
| Lagoa                       | 25,4    | 15,2 | 31,3 | 14,4 | 4,7  | 1,8  | 9 335     |
| Lagos                       | 20,1    | 21,4 | 28,0 | 17,4 | 5,1  | 2,3  | 13 046    |
| Lajes das Flores            | 40,7    | 21,3 | 15,1 | 9,8  | 6,7  | 0,9  | 880       |
| Lajes do Pico               | 46,9    | 37,4 | 6,7  | 1,5  | 4,2  | 0,5  | 2 823     |
| Lamego                      | 32,4    | 17,9 | 18,1 | 8,6  | 15,7 | 0,7  | 16 757    |
| Leiria                      | 40,1    | 17,5 | 13,1 | 4,6  | 18,2 | 0,8  | 56 785    |
| Lisboa                      | 28,3    | 19,0 | 19,8 | 18,2 | 9,6  | 1,7  | 516 686   |
| Loulé                       | 42,2    | 20,9 | 15,4 | 9,1  | 5,4  | 1,2  | 26 749    |
| Loures                      | 20,5    | 20,9 | 22,4 | 25,8 | 5,3  | 1,6  | 171 706   |
| Lourinhã                    | 40,0    | 24,0 | 14,9 | 4,0  | 10,7 | 0,8  | 12 796    |
| Lousã                       | 27,9    | 37,4 | 12,1 | 7,6  | 7,0  | 1,1  | 7 819     |
| Lousada                     | 29,5    | 26,5 | 20,5 | 8,0  | 9,1  | 1,0  | 19 140    |
| Mação                       | 42,7    | 18,2 | 15,7 | 4,9  | 11,3 | 1,1  | 7 759     |
| Macedo de Cavaleiros        | 39,3    | 19,9 | 5,6  | 4,0  | 22,4 | 0,8  | 10 584    |
| Machico                     | 55,1    | 7,1  | 7,6  | 2,1  | 3,0  | 21,0 | 9 903     |
| Madalena                    | 52,6    | 24,7 | 10,2 | 3,6  | 4,1  | 0,7  | 3 176     |
| Mafra                       | 25,9    | 21,5 | 25,7 | 11,4 | 8,2  | 1,2  | 25 353    |
| Maia                        | 26,3    | 23,1 | 24,5 | 11,6 | 9,4  | 1,2  | 48 655    |
| Mangualde                   | 34,2    | 26,0 | 10,9 | 5,9  | 16,6 | 0,7  | 11 930    |
| Manteigas                   | 16,2    | 22,8 | 22,0 | 13,8 | 16,4 | 1,3  | 2 566     |
| Marco de Canaveses          | 34,3    | 23,5 | 13,3 | 6,5  | 15,4 | 1,2  | 22 577    |
| Marinha Grande              | 16,0    | 22,6 | 20,0 | 30,7 | 3,6  | 1,9  | 18 609    |
| Marvão                      | 21,4    | 29,2 | 23,8 | 8,7  | 7,3  | 1,3  | 3 425     |
| Matosinhos                  | 24,9    | 27,4 | 23,1 | 13,1 | 7,0  | 1,2  | 84 749    |
| Mealhada                    | 26,4    | 36,0 | 14,1 | 10,6 | 7,0  | 0,6  | 10 322    |
| Mêda                        | 30,1    | 17,8 | 9,7  | 2,6  | 30,4 | 0,6  | 4 568     |
| Melgaço                     | 31,4    | 35,0 | 7,1  | 3,3  | 15,2 | 1,0  | 6 166     |
| Mértola                     | 9,6     | 17,0 | 7,3  | 55,0 | 2,1  | 0,7  | 6 500     |
| Mesão Frio                  | 40,1    | 19,9 | 16,6 | 6,5  | 9,1  | 1,0  | 3 110     |
| Mira                        | 41,2    | 32,7 | 7,2  | 2,8  | 11,1 | 0,6  | 7 122     |
| Miranda do Corvo            | 29,8    | 34,2 | 15,6 | 6,1  | 6,4  | 0,7  | 6 486     |
| Miranda do Douro            | 43,7    | 25,3 | 5,1  | 3,7  | 11,1 | 1,2  | 4 947     |
| Mirandela                   | 38,2    | 19,5 | 8,9  | 7,0  | 18,4 | 0,8  | 15 308    |
| Mogadouro                   | 48,1    | 20,4 | 3,8  | 3,3  | 16,2 | 0,6  | 7 351     |
| Moimenta da Beira           | 32,4    | 19,5 | 5,9  | 7,1  | 28,1 | 0,5  | 6 361     |
| Moita                       | 10,1    | 11,3 | 17,8 | 50,7 | 2,6  | 3,9  | 34 365    |
| Monção                      | 33,9    | 18,9 | 13,8 | 3,6  | 22,6 | 0,9  | 11 955    |
| Monchique                   | 35,8    | 23,8 | 16,7 | 10,4 | 5,7  | 1,0  | 6 095     |
| Mondim de Basto             | 27,7    | 14,1 | 7,8  | 4,6  | 37,2 | 1,0  | 4 624     |
| Monforte                    | 17,1    | 17,2 | 22,5 | 28,3 | 6,9  | 1,1  | 2 691     |
| Montalegre                  | 44,7    | 26,8 | 7,3  | 5,4  | 7,3  | 1,0  | 8 604     |
| Montemor-o-Novo             | 14,9    | 13,5 | 9,4  | 55,3 | 2,1  | 0,9  | 14 077    |
| Montemor-o-Velho            | 18,7    | 32,2 | 19,7 | 12,2 | 9,6  | 1,0  | 13 877    |
| Montijo                     | 19,6    | 19,0 | 19,6 | 32,7 | 3,1  | 1,7  | 22 615    |
| Mora                        | 20,0    | 11,4 | 9,1  | 49,9 | 4,1  | 0,9  | 4 993     |
| Mortágua                    | 43,4    | 29,3 | 5,5  | 5,3  | 11,4 | 0,5  | 5 411     |
| Moura                       | 10,2    | 19,1 | 19,6 | 39,8 | 2,4  | 1,3  | 10 849    |
| Mourão                      | 24,1    | 19,7 | 16,2 | 28,5 | 2,9  | 0,9  | 1 903     |
| Murça                       | 48,0    | 14,4 | 5,6  | 6,5  | 17,8 | 0,5  | 4 457     |
| Murtosa                     | 60,2    | 14,1 | 6,5  | 2,9  | 10,6 | 0,4  | 5 072     |
| Nazaré                      | 26,4    | 32,6 | 16,5 | 11,5 | 5,9  | 1,9  | 8 340     |
| Nelas                       | 34,2    | 24,0 | 14,7 | 6,3  | 13,8 | 1,3  | 8 030     |
| Nisa                        | 21,2    | 23,1 | 20,5 | 22,9 | 4,7  | 1,2  | 7 379     |
| Nordeste                    | 53,5    | 17,5 | 10,1 | 6,1  | 6,0  | 1,2  | 2 890     |
| Óbidos                      | 29,9    | 24,0 | 23,5 | 7,9  | 7,4  | 0,9  | 5 619     |
| Odemira                     | 14,4    | 15,6 | 15,4 | 42,5 | 3,0  | 1,4  | 17 807    |
| Oeiras                      | 28,8    | 18,8 | 20,1 | 18,4 | 9,3  | 1,6  | 89 919    |
| Oleiros                     | 62,7    | 11,4 | 9,2  | 1,3  | 9,6  | 0,8  | 5 725     |
| Olhão                       | 23,5    | 26,7 | 19,6 | 14,7 | 7,6  | 1,8  | 20 247    |
| Oliveira de Azeméis         | 37,5    | 22,7 | 17,8 | 5,4  | 11,0 | 0,8  | 34 881    |
| Oliveira de Frades          | 45,3    | 18,9 | 6,7  | 3,4  | 20,3 | 0,5  | 6 179     |
| Oliveira do Bairro          | 53,1    | 11,1 | 5,4  | 1,7  | 24,2 | 0,2  | 10 638    |
| Oliveira do Hospital        | 39,2    | 31,4 | 9,6  | 2,5  | 9,9  | 0,8  | 13 273    |
| Ourém                       | 56,1    | 11,4 | 7,1  | 1,9  | 19,2 | 0,4  | 23 681    |
| Ourique                     | 27,0    | 18,8 | 8,3  | 37,7 | 1,6  | 0,5  | 4 832     |
| Ovar                        | 33,4    | 22,4 | 20,0 | 11,2 | 6,9  | 1,6  | 24 250    |
| Paços de Ferreira           | 37,5    | 25,1 | 12,9 | 7,7  | 12,4 | 0,8  | 22 258    |
| Palmela                     | 15,6    | 16,4 | 23,6 | 35,0 | 2,9  | 1,5  | 22 934    |
| Pampilhosa da Serra         | 50,5    | 20,5 | 8,7  | 3,9  | 8,4  | 0,8  | 3 877     |
| Paredes                     | 32,9    | 19,8 | 16,4 | 7,7  | 17,4 | 1,0  | 35 836    |
| Paredes de Coura            | 34,7    | 27,7 | 16,6 | 5,9  | 6,0  | 1,2  | 5 359     |
| Pedrógão Grande             | 57,4    | 16,4 | 7,1  | 2,1  | 9,0  | 0,8  | 3 243     |
| Penacova                    | 43,5    | 27,0 | 8,4  | 6,6  | 7,9  | 0,6  | 8 899     |
| Penafiel                    | 29,6    | 22,2 | 20,7 | 9,4  | 11,3 | 1,2  | 34 076    |
| Penalva do Castelo          | 37,9    | 23,6 | 6,7  | 3,4  | 21,7 | 0,6  | 5 145     |
| Penamacor                   | 26,1    | 28,8 | 21,2 | 3,9  | 10,4 | 1,1  | 5 476     |
| Penedono                    | 38,0    | 18,3 | 12,6 | 5,8  | 15,2 | 1,1  | 2 037     |
| Penela                      | 49,5    | 24,4 | 10,5 | 3,5  | 5,1  | 0,4  | 4 131     |
| Peniche                     | 25,4    | 22,6 | 22,1 | 17,9 | 6,0  | 1,5  | 16 501    |
| Peso da Régua               | 26,2    | 30,9 | 13,6 | 9,1  | 12,5 | 1,0  | 10 644    |
| Pinhel                      | 41,0    | 17,8 | 8,8  | 4,7  | 19,8 | 0,8  | 7 509     |
| Pombal                      | 46,9    | 18,4 | 12,1 | 3,2  | 11,5 | 0,8  | 25 861    |
| Ponta Delgada               | 46,8    | 12,9 | 23,5 | 6,1  | 4,6  | 1,1  | 24 020    |
| Ponta do Sol                | 74,4    | 5,4  | 3,5  | 1,1  | 12,1 | 1,1  | 4 604     |
| Ponte da Barca              | 45,2    | 20,9 | 7,8  | 2,9  | 16,7 | 1,0  | 7 384     |
| Ponte de Lima               | 37,9    | 12,5 | 9,4  | 4,9  | 29,4 | 0,7  | 25 241    |
| Ponte de Sor                | 19,8    | 14,0 | 14,3 | 40,6 | 4,3  | 1,2  | 12 105    |
| Portalegre                  | 25,6    | 28,3 | 22,5 | 12,1 | 5,9  | 0,8  | 18 417    |
| Portel                      | 12,6    | 15,2 | 9,2  | 54,7 | 1,4  | 0,9  | 5 154     |
| Portimão                    | 26,4    | 18,4 | 27,4 | 15,5 | 5,4  | 1,7  | 23 062    |
| Porto                       | 31,5    | 20,2 | 19,7 | 14,6 | 10,1 | 1,1  | 213 800   |
| Porto de Mós                | 41,5    | 15,2 | 16,1 | 5,5  | 15,2 | 0,7  | 13 386    |
| Porto Moniz                 | 71,2    | 6,1  | 2,4  | 0,9  | 16,1 | 0,7  | 2 086     |
| Porto Santo                 | 51,1    | 35,6 | 5,5  | 0,8  | 3,2  | 0,9  | 2 331     |
| Póvoa de Lanhoso            | 43,8    | 21,7 | 9,1  | 4,2  | 14,1 | 0,6  | 11 294    |
| Póvoa de Varzim             | 38,2    | 18,9 | 13,1 | 8,1  | 17,4 | 0,6  | 29 721    |
| Povoação                    | 54,7    | 12,9 | 13,7 | 4,3  | 5,8  | 1,4  | 3 557     |
| Proença-a-Nova              | 55,0    | 14,7 | 10,0 | 1,7  | 13,2 | 0,7  | 7 659     |
| Redondo                     | 17,9    | 12,5 | 18,8 | 40,1 | 3,1  | 1,5  | 5 148     |
| Reguengos de Monsaraz       | 16,5    | 22,4 | 15,8 | 34,0 | 3,5  | 1,1  | 7 262     |
| Resende                     | 49,3    | 20,0 | 11,5 | 3,9  | 7,3  | 0,8  | 7 044     |
| Ribeira Brava               | 74,4    | 7,9  | 3,0  | 1,9  | 6,1  | 1,4  | 6 326     |
| Ribeira de Pena             | 42,9    | 21,4 | 5,9  | 3,1  | 16,6 | 0,9  | 3 923     |
| Ribeira Grande              | 50,9    | 18,7 | 14,6 | 4,4  | 3,0  | 1,5  | 9 452     |
| Rio Maior                   | 44,0    | 24,0 | 13,9 | 4,4  | 9,1  | 0,5  | 12 184    |
| Sabrosa                     | 40,4    | 28,3 | 6,9  | 5,4  | 10,4 | 1,0  | 5 001     |
| Sabugal                     | 36,3    | 18,5 | 7,6  | 2,2  | 24,8 | 0,9  | 11 356    |
| Salvaterra de Magos         | 16,1    | 20,5 | 32,2 | 22,7 | 2,4  | 1,1  | 10 482    |
| Santa Comba Dão             | 43,1    | 23,4 | 8,2  | 3,5  | 13,6 | 0,5  | 7 740     |
| Santa Cruz                  | 61,2    | 13,5 | 7,9  | 4,0  | 5,4  | 2,6  | 12 360    |
| Santa Cruz da Graciosa      | 66,2    | 22,9 | 5,1  | 0,7  | 1,4  | 0,2  | 2 591     |
| Santa Cruz das Flores       | 40,0    | 15,3 | 10,6 | 6,6  | 23,5 | 0,2  | 1 317     |
| Santa Maria da Feira        | 35,6    | 30,1 | 13,5 | 6,5  | 9,0  | 0,8  | 61 317    |
| Santa Marta de Penaguião    | 35,3    | 35,1 | 8,6  | 6,0  | 8,0  | 0,8  | 5 569     |
| Santana                     | 74,4    | 6,8  | 4,7  | 0,9  | 8,3  | 1,2  | 5 376     |
| Santarém                    | 26,8    | 22,5 | 25,0 | 14,8 | 5,7  | 0,8  | 40 230    |
| Santiago do Cacém           | 15,4    | 18,2 | 13,2 | 41,6 | 6,0  | 0,9  | 19 732    |
| Santo Tirso                 | 26,3    | 25,8 | 23,0 | 8,6  | 10,8 | 0,9  | 56 354    |
| São Brás de Alportel        | 35,4    | 25,6 | 13,7 | 12,9 | 5,4  | 1,0  | 4 645     |
| São João da Madeira         | 29,5    | 25,9 | 17,5 | 8,6  | 13,7 | 0,9  | 10 977    |
| São João da Pesqueira       | 34,6    | 20,1 | 11,3 | 8,0  | 15,7 | 1,8  | 4 616     |
| São Pedro do Sul            | 33,5    | 20,5 | 14,2 | 7,5  | 17,1 | 0,6  | 11 482    |
| São Roque do Pico           | 43,2    | 26,5 | 14,6 | 5,0  | 5,9  | 0,8  | 1 946     |
| São Vicente                 | 63,5    | 9,1  | 6,7  | 1,3  | 13,2 | 1,2  | 3 620     |
| Sardoal                     | 24,3    | 21,0 | 22,9 | 6,3  | 14,8 | 1,6  | 3 177     |
| Sátão                       | 35,4    | 14,9 | 5,8  | 1,4  | 37,1 | 0,4  | 6 995     |
| Seia                        | 30,8    | 27,8 | 13,2 | 8,7  | 13,4 | 0,8  | 18 127    |
| Seixal                      | 15,9    | 17,4 | 21,4 | 36,1 | 4,6  | 1,5  | 55 008    |
| Sernancelhe                 | 33,1    | 14,9 | 6,0  | 2,4  | 36,6 | 0,5  | 4 001     |
| Serpa                       | 13,8    | 20,8 | 7,0  | 50,0 | 2,2  | 1,0  | 12 285    |
| Sertã                       | 55,8    | 12,8 | 10,5 | 1,5  | 10,7 | 0,9  | 11 889    |
| Sesimbra                    | 16,0    | 20,0 | 19,9 | 32,8 | 4,5  | 1,7  | 14 948    |
| Setúbal                     | 18,2    | 16,9 | 24,6 | 30,2 | 4,5  | 2,2  | 63 839    |
| Sever do Vouga              | 47,1    | 15,2 | 8,3  | 3,3  | 20,9 | 0,5  | 8 336     |
| Silves                      | 25,9    | 20,2 | 20,1 | 20,8 | 4,6  | 1,6  | 19 446    |
| Sines                       | 12,9    | 16,8 | 15,9 | 44,1 | 4,1  | 1,7  | 7 145     |
| Sintra                      | 22,9    | 20,3 | 24,2 | 19,4 | 7,4  | 2,0  | 135 748   |
| Sobral de Monte Agraço      | 16,7    | 17,9 | 20,2 | 34,3 | 3,6  | 1,0  | 4 627     |
| Soure                       | 21,6    | 36,3 | 20,2 | 9,5  | 4,2  | 1,0  | 12 220    |
| Sousel                      | 35,0    | 10,3 | 10,1 | 35,7 | 2,7  | 1,1  | 4 786     |
| Tábua                       | 39,1    | 25,2 | 9,4  | 4,7  | 13,8 | 0,8  | 7 324     |
| Tabuaço                     | 25,9    | 14,4 | 11,7 | 3,0  | 38,7 | 0,7  | 4 621     |
| Tarouca                     | 40,8    | 9,9  | 10,3 | 9,7  | 22,1 | 0,4  | 3 947     |
| Tavira                      | 26,8    | 28,5 | 16,3 | 10,6 | 8,5  | 2,2  | 13 788    |
| Terras de Bouro             | 48,8    | 15,6 | 10,3 | 5,1  | 13,6 | 0,5  | 5 617     |
| Tomar                       | 33,1    | 18,0 | 24,3 | 7,3  | 10,7 | 1,0  | 27 690    |
| Tondela                     | 40,9    | 19,7 | 7,1  | 3,4  | 23,2 | 0,4  | 20 316    |
| Torre de Moncorvo           | 33,6    | 30,3 | 6,5  | 5,4  | 15,1 | 0,9  | 7 021     |
| Torres Novas                | 26,6    | 18,1 | 26,6 | 15,9 | 6,0  | 1,5  | 22 830    |
| Torres Vedras               | 28,6    | 20,1 | 24,5 | 15,0 | 5,8  | 1,0  | 38 115    |
| Trancoso                    | 44,2    | 14,1 | 9,1  | 3,3  | 19,5 | 0,5  | 7 634     |
| Vagos                       | 51,5    | 11,0 | 4,1  | 1,2  | 28,0 | 0,3  | 10 310    |
| Vale de Cambra              | 34,8    | 19,1 | 14,5 | 3,7  | 22,1 | 0,7  | 13 956    |
| Valença                     | 44,0    | 21,5 | 12,4 | 3,7  | 11,3 | 0,9  | 7 621     |
| Valongo                     | 26,7    | 24,8 | 22,0 | 13,4 | 8,3  | 1,1  | 37 750    |
| Valpaços                    | 52,0    | 14,7 | 4,6  | 2,7  | 18,2 | 0,6  | 12 052    |
| Velas                       | 55,7    | 9,4  | 8,7  | 1,7  | 20,6 | 0,9  | 2 952     |
| Vendas Novas                | 19,3    | 15,3 | 14,4 | 41,0 | 4,7  | 0,9  | 7 460     |
| Viana do Alentejo           | 13,6    | 14,6 | 11,8 | 49,1 | 2,0  | 1,3  | 4 171     |
| Viana do Castelo            | 26,9    | 13,8 | 24,6 | 15,2 | 12,9 | 1,0  | 48 063    |
| Vidigueira                  | 13,6    | 15,9 | 14,6 | 45,1 | 2,5  | 1,6  | 4 538     |
| Vieira do Minho             | 44,3    | 21,9 | 10,2 | 7,0  | 7,4  | 0,7  | 8 857     |
| Vila de Rei                 | 48,0    | 6,7  | 10,4 | 1,3  | 26,6 | 0,5  | 3 084     |
| Vila do Bispo               | 17,1    | 24,5 | 24,5 | 20,1 | 3,3  | 2,8  | 3 309     |
| Vila do Conde               | 30,8    | 27,5 | 18,0 | 9,8  | 9,0  | 0,9  | 36 567    |
| Vila do Porto               | 38,4    | 30,8 | 18,4 | 2,2  | 4,6  | 1,4  | 2 143     |
| Vila Flor                   | 39,3    | 17,6 | 7,0  | 8,2  | 17,7 | 0,8  | 5 047     |
| Vila Franca de Xira         | 15,7    | 23,2 | 20,3 | 31,8 | 4,2  | 1,4  | 54 813    |
| Vila Franca do Campo        | 50,2    | 12,2 | 22,8 | 4,7  | 3,4  | 1,1  | 4 298     |
| Vila Nova da Barquinha      | 18,2    | 18,6 | 39,0 | 11,8 | 4,8  | 2,5  | 5 009     |
| Vila Nova de Cerveira       | 36,3    | 22,8 | 19,7 | 4,5  | 8,3  | 0,9  | 5 243     |
| Vila Nova de Famalicão      | 30,6    | 24,3 | 20,2 | 7,5  | 12,4 | 0,7  | 64 212    |
| Vila Nova de Foz Coa        | 39,9    | 20,8 | 6,6  | 5,7  | 18,6 | 0,9  | 5 891     |
| Vila Nova de Gaia           | 27,9    | 25,3 | 21,8 | 12,7 | 7,5  | 1,0  | 138 848   |
| Vila Nova de Paiva          | 40,1    | 14,0 | 6,2  | 1,8  | 29,7 | 0,5  | 3 402     |
| Vila Nova de Poiares        | 43,7    | 25,2 | 11,2 | 6,7  | 5,3  | 0,8  | 3 575     |
| Vila Pouca de Aguiar        | 42,5    | 23,1 | 8,9  | 6,1  | 10,7 | 0,9  | 8 532     |
| Vila Praia da Vitória       | 48,9    | 27,5 | 8,8  | 2,8  | 7,3  | 1,0  | 9 907     |
| Vila Real                   | 39,0    | 23,6 | 12,5 | 6,7  | 11,3 | 0,8  | 26 638    |
| Vila Real de Santo António  | 20,4    | 23,1 | 14,6 | 30,6 | 4,0  | 2,0  | 9 889     |
| Vila Velha de Ródão         | 24,2    | 25,2 | 30,2 | 11,8 | 2,6  | 0,8  | 3 530     |
| Vila Verde                  | 38,4    | 16,7 | 10,8 | 3,1  | 23,9 | 0,5  | 22 993    |
| Vila Viçosa                 | 22,4    | 15,8 | 16,7 | 37,4 | 1,9  | 0,9  | 5 746     |
| Vimioso                     | 50,9    | 23,2 | 4,0  | 3,0  | 5,2  | 0,9  | 3 633     |
| Vinhais                     | 31,4    | 22,3 | 6,3  | 4,5  | 26,2 | 0,9  | 7 556     |
| Viseu                       | 36,7    | 19,8 | 12,3 | 4,5  | 21,3 | 0,6  | 46 558    |
| Vouzela                     | 42,0    | 20,7 | 9,0  | 3,6  | 19,0 | 0,4  | 7 447     |
| Portugal                    | 29,8    | 20,8 | 18,0 | 15,6 | 9,7  | 1,3  | 5 744 321 |

## Resultados por círculo eleitoral

### Açores
| Partidos                | Partidos                             | Votos   | %             | +/-  | Deputados | +/-     |
| ----------------------- | ------------------------------------ | ------- | ------------- | ---- | --------- | ------- |
|                         | Partido Social Democrata             | 50 137  | 48,3 / 100,0  | 6,2  | 3 / 5     | Estável |
|                         | Partido Socialista                   | 20 838  | 20,1 / 100,0  | 11,0 | 1 / 5     | 1       |
|                         | Partido Renovador Democrático        | 15 780  | 15,2 / 100,0  | Novo | 1 / 5     | Novo    |
|                         | Partido do Centro Democrático Social | 6 710   | 6,5 / 100,0   | 1,8  | 0 / 5     | Estável |
|                         | Aliança Povo Unido                   | 4 532   | 4,4 / 100,0   | 1,3  | 0 / 5     | Estável |
|                         | União Democrática Popular            | 1 192   | 1,2 / 100,0   | 0,6  | 0 / 5     | Estável |
|                         | Outros                               | 2 254   | 2,2 / 100,0   |      | 0 / 5     |         |
| Votos inválidos         | Votos inválidos                      | 2 451   | 2,4 / 100,0   | 0,6  |           |         |
| Total                   | Total                                | 103 894 | 100,0 / 100,0 |      | 5 / 5     |         |
| Eleitorado/Participação | Eleitorado/Participação              | 172 664 | 60,2 / 100,0  | 6,3  |           |         |

### Aveiro
| Partidos                | Partidos                             | Votos   | %             | +/-  | Deputados | +/-     |
| ----------------------- | ------------------------------------ | ------- | ------------- | ---- | --------- | ------- |
|                         | Partido Social Democrata             | 135 247 | 38,4 / 100,0  | 3,6  | 6 / 15    | Estável |
|                         | Partido Socialista                   | 80 849  | 23,0 / 100,0  | 13,6 | 4 / 15    | 2       |
|                         | Partido do Centro Democrático Social | 47 501  | 13,5 / 100,0  | 2,9  | 2 / 15    | Estável |
|                         | Partido Renovador Democrático        | 47 026  | 13,4 / 100,0  | Novo | 2 / 15    | Novo    |
|                         | Aliança Povo Unido                   | 22 735  | 6,5 / 100,0   | 0,5  | 1 / 15    | Estável |
|                         | Outros                               | 10 873  | 3,1 / 100,0   |      | 0 / 15    |         |
| Votos inválidos         | Votos inválidos                      | 8 053   | 2,3 / 100,0   | 0,2  |           |         |
| Total                   | Total                                | 352 284 | 100,0 / 100,0 |      | 15 / 15   |         |
| Eleitorado/Participação | Eleitorado/Participação              | 464 194 | 75,6 / 100,0  | 3,5  |           |         |

### Beja
| Partidos                | Partidos                             | Votos   | %             | +/-  | Deputados | +/-     |
| ----------------------- | ------------------------------------ | ------- | ------------- | ---- | --------- | ------- |
|                         | Aliança Povo Unido                   | 50 814  | 44,9 / 100,0  | 4,5  | 3 / 5     | Estável |
|                         | Partido Socialista                   | 22 805  | 20,1 / 100,0  | 7,9  | 1 / 5     | 1       |
|                         | Partido Social Democrata             | 15 532  | 13,7 / 100,0  | 1,9  | 1 / 5     | 1       |
|                         | Partido Renovador Democrático        | 13 127  | 11,6 / 100,0  | Novo | 0 / 5     | Novo    |
|                         | Partido do Centro Democrático Social | 2 471   | 2,2 / 100,0   | 1,9  | 0 / 5     | Estável |
|                         | União Democrática Popular            | 1 438   | 1,3 / 100,0   | 0,4  | 0 / 5     | Estável |
|                         | Partido Socialista Revolucionário    | 1 351   | 1,2 / 100,0   | 0,7  | 0 / 5     | Estável |
|                         | Outros                               | 2 318   | 2,1 / 100,0   |      | 0 / 5     |         |
| Votos inválidos         | Votos inválidos                      | 3 387   | 3,0 / 100,0   | 0,6  |           |         |
| Total                   | Total                                | 113 243 | 100,0 / 100,0 |      | 5 / 5     |         |
| Eleitorado/Participação | Eleitorado/Participação              | 150 877 | 75,1 / 100,0  | 3,4  |           |         |

### Braga
| Partidos                | Partidos                             | Votos   | %             | +/-  | Deputados | +/-     |
| ----------------------- | ------------------------------------ | ------- | ------------- | ---- | --------- | ------- |
|                         | Partido Social Democrata             | 130 151 | 32,8 / 100,0  | 5,8  | 6 / 16    | 1       |
|                         | Partido Socialista                   | 86 285  | 21,8 / 100,0  | 17,9 | 4 / 16    | 3       |
|                         | Partido Renovador Democrático        | 66 468  | 16,8 / 100,0  | Novo | 3 / 16    | Novo    |
|                         | Partido do Centro Democrático Social | 55 331  | 14,0 / 100,0  | 4,3  | 2 / 16    | 1       |
|                         | Aliança Povo Unido                   | 33 769  | 8,5 / 100,0   | 0,3  | 1 / 16    | Estável |
|                         | Outros                               | 13 399  | 3,4 / 100,0   |      | 0 / 16    |         |
| Votos inválidos         | Votos inválidos                      | 11 281  | 2,8 / 100,0   | 0,2  |           |         |
| Total                   | Total                                | 396 684 | 100,0 / 100,0 |      | 16 / 16   |         |
| Eleitorado/Participação | Eleitorado/Participação              | 511 237 | 77,6 / 100,0  | 4,1  |           |         |

### Bragança
| Partidos                | Partidos                             | Votos   | %             | +/-  | Deputados | +/-     |
| ----------------------- | ------------------------------------ | ------- | ------------- | ---- | --------- | ------- |
|                         | Partido Social Democrata             | 36 037  | 39,2 / 100,0  | 3,4  | 2 / 4     | Estável |
|                         | Partido Socialista                   | 20 852  | 22,7 / 100,0  | 7,7  | 1 / 4     | Estável |
|                         | Partido do Centro Democrático Social | 15 773  | 17,1 / 100,0  | 3,8  | 1 / 4     | Estável |
|                         | Partido Renovador Democrático        | 6 323   | 6,9 / 100,0   | Novo | 0 / 4     | Novo    |
|                         | Aliança Povo Unido                   | 4 883   | 5,3 / 100,0   | 0,5  | 0 / 4     | Estável |
|                         | Partido da Democracia Cristã         | 1 485   | 1,6 / 100,0   | 0,6  | 0 / 4     | Estável |
|                         | Outros                               | 3 024   | 3,3 / 100,0   |      | 0 / 4     |         |
| Votos inválidos         | Votos inválidos                      | 3 659   | 4,0 / 100,0   | 0,1  |           |         |
| Total                   | Total                                | 92 036  | 100,0 / 100,0 |      | 4 / 4     |         |
| Eleitorado/Participação | Eleitorado/Participação              | 140 771 | 65,4 / 100,0  | 4,6  |           |         |

### Castelo Branco
| Partidos                | Partidos                             | Votos   | %             | +/-  | Deputados | +/-     |
| ----------------------- | ------------------------------------ | ------- | ------------- | ---- | --------- | ------- |
|                         | Partido Social Democrata             | 43 874  | 31,2 / 100,0  | 0,6  | 3 / 6     | 1       |
|                         | Partido Renovador Democrático        | 34 383  | 24,4 / 100,0  | Novo | 2 / 6     | Novo    |
|                         | Partido Socialista                   | 26 073  | 18,5 / 100,0  | 18,6 | 1 / 6     | 2       |
|                         | Partido do Centro Democrático Social | 13 555  | 9,6 / 100,0   | 3,6  | 0 / 6     | 1       |
|                         | Aliança Povo Unido                   | 12 575  | 8,9 / 100,0   | 2,4  | 0 / 6     | Estável |
|                         | União Democrática Popular            | 1 457   | 1,0 / 100,0   | 0,4  | 0 / 6     | Estável |
|                         | Outros                               | 3 831   | 2,7 / 100,0   |      | 0 / 6     |         |
| Votos inválidos         | Votos inválidos                      | 4 955   | 3,5 / 100,0   | 0,3  |           |         |
| Total                   | Total                                | 140 703 | 100,0 / 100,0 |      | 6 / 6     |         |
| Eleitorado/Participação | Eleitorado/Participação              | 192 752 | 73,0 / 100,0  | 0,5  |           |         |

### Coimbra
| Partidos                | Partidos                             | Votos   | %             | +/-     | Deputados | +/-     |
| ----------------------- | ------------------------------------ | ------- | ------------- | ------- | --------- | ------- |
|                         | Partido Social Democrata             | 72 725  | 29,5 / 100,0  | 1,7     | 4 / 11    | 1       |
|                         | Partido Socialista                   | 70 257  | 28,5 / 100,0  | 16,8    | 3 / 11    | 3       |
|                         | Partido Renovador Democrático        | 41 648  | 16,9 / 100,0  | Novo    | 2 / 11    | Novo    |
|                         | Aliança Povo Unido                   | 24 989  | 10,1 / 100,0  | 0,6     | 1 / 11    | Estável |
|                         | Partido do Centro Democrático Social | 21 208  | 8,6 / 100,0   | 1,6     | 1 / 11    | Estável |
|                         | Outros                               | 8 336   | 3,4 / 100,0   |         | 0 / 11    |         |
| Votos inválidos         | Votos inválidos                      | 7 520   | 3,1 / 100,0   | Estável |           |         |
| Total                   | Total                                | 246 683 | 100,0 / 100,0 |         | 11 / 11   |         |
| Eleitorado/Participação | Eleitorado/Participação              | 351 684 | 70,1 / 100,0  | 4,8     |           |         |

### Évora
| Partidos                | Partidos                             | Votos   | %             | +/-  | Deputados | +/-     |
| ----------------------- | ------------------------------------ | ------- | ------------- | ---- | --------- | ------- |
|                         | Aliança Povo Unido                   | 48 680  | 41,2 / 100,0  | 6,4  | 2 / 5     | 1       |
|                         | Partido Social Democrata             | 22 561  | 19,1 / 100,0  | 0,5  | 1 / 5     | Estável |
|                         | Partido Renovador Democrático        | 18 707  | 15,8 / 100,0  | Novo | 1 / 5     | Novo    |
|                         | Partido Socialista                   | 16 895  | 14,3 / 100,0  | 9,6  | 1 / 5     | Estável |
|                         | Partido do Centro Democrático Social | 3 890   | 3,3 / 100,0   | 1,2  | 0 / 5     | Estável |
|                         | União Democrática Popular            | 1 292   | 1,1 / 100,0   | 0,3  | 0 / 5     | Estável |
|                         | Outros                               | 3 070   | 2,6 / 100,0   |      | 0 / 5     |         |
| Votos inválidos         | Votos inválidos                      | 3 006   | 2,6 / 100,0   | 0,4  |           |         |
| Total                   | Total                                | 118 101 | 100,0 / 100,0 |      | 5 / 5     |         |
| Eleitorado/Participação | Eleitorado/Participação              | 146 065 | 80,9 / 100,0  | 3,3  |           |         |

### Faro
| Partidos                | Partidos                             | Votos   | %             | +/-     | Deputados | +/-     |
| ----------------------- | ------------------------------------ | ------- | ------------- | ------- | --------- | ------- |
|                         | Partido Social Democrata             | 56 238  | 28,4 / 100,0  | 5,3     | 3 / 9     | 1       |
|                         | Partido Socialista                   | 44 180  | 22,3 / 100,0  | 20,9    | 2 / 9     | 3       |
|                         | Partido Renovador Democrático        | 40 689  | 20,5 / 100,0  | Novo    | 2 / 9     | Novo    |
|                         | Aliança Povo Unido                   | 30 446  | 15,4 / 100,0  | 3,2     | 2 / 9     | Estável |
|                         | Partido do Centro Democrático Social | 12 146  | 6,1 / 100,0   | 1,3     | 0 / 9     | Estável |
|                         | União Democrática Popular            | 3 157   | 1,6 / 100,0   | 0,4     | 0 / 9     | Estável |
|                         | Outros                               | 5 259   | 2,7 / 100,0   |         | 0 / 9     |         |
| Votos inválidos         | Votos inválidos                      | 6 200   | 3,1 / 100,0   | Estável |           |         |
| Total                   | Total                                | 198 315 | 100,0 / 100,0 |         | 9 / 9     |         |
| Eleitorado/Participação | Eleitorado/Participação              | 266 496 | 74,4 / 100,0  | 2,6     |           |         |

### Guarda
| Partidos                | Partidos                             | Votos   | %             | +/-  | Deputados | +/-     |
| ----------------------- | ------------------------------------ | ------- | ------------- | ---- | --------- | ------- |
|                         | Partido Social Democrata             | 39 984  | 33,6 / 100,0  | 2,1  | 2 / 5     | Estável |
|                         | Partido Socialista                   | 27 652  | 23,3 / 100,0  | 10,2 | 2 / 5     | Estável |
|                         | Partido do Centro Democrático Social | 23 139  | 19,5 / 100,0  | 4,3  | 1 / 5     | Estável |
|                         | Partido Renovador Democrático        | 12 970  | 10,9 / 100,0  | Novo | 0 / 5     | Novo    |
|                         | Aliança Povo Unido                   | 6 234   | 5,2 / 100,0   | 0,3  | 0 / 5     | Estável |
|                         | Partido da Democracia Cristã         | 1 830   | 1,5 / 100,0   | 0,8  | 0 / 5     | Estável |
|                         | Outros                               | 3 233   | 2,7 / 100,0   |      | 0 / 5     |         |
| Votos inválidos         | Votos inválidos                      | 3 905   | 3,3 / 100,0   | 0,4  |           |         |
| Total                   | Total                                | 118 947 | 100,0 / 100,0 |      | 5 / 5     |         |
| Eleitorado/Participação | Eleitorado/Participação              | 165 849 | 71,7 / 100,0  | 3,4  |           |         |

### Leiria
| Partidos                | Partidos                             | Votos   | %             | +/-  | Deputados | +/-     |
| ----------------------- | ------------------------------------ | ------- | ------------- | ---- | --------- | ------- |
|                         | Partido Social Democrata             | 93 193  | 38,6 / 100,0  | 3,0  | 5 / 11    | 1       |
|                         | Partido Socialista                   | 47 181  | 19,6 / 100,0  | 13,1 | 2 / 11    | 2       |
|                         | Partido Renovador Democrático        | 36 830  | 15,3 / 100,0  | Novo | 2 / 11    | Novo    |
|                         | Partido do Centro Democrático Social | 29 332  | 12,2 / 100,0  | 4,0  | 1 / 11    | 1       |
|                         | Aliança Povo Unido                   | 19 038  | 7,9 / 100,0   | 1,6  | 1 / 11    | Estável |
|                         | Partido da Democracia Cristã         | 3 145   | 1,3 / 100,0   | 0,5  | 0 / 11    | Estável |
|                         | Outros                               | 5 304   | 2,2 / 100,0   |      | 0 / 11    |         |
| Votos inválidos         | Votos inválidos                      | 7 369   | 3,1 / 100,0   | 0,1  |           |         |
| Total                   | Total                                | 241 392 | 100,0 / 100,0 |      | 11 / 11   |         |
| Eleitorado/Participação | Eleitorado/Participação              | 329 661 | 73,2 / 100,0  | 4,1  |           |         |

### Lisboa
| Partidos                | Partidos                             | Votos     | %             | +/-     | Deputados | +/-  |
| ----------------------- | ------------------------------------ | --------- | ------------- | ------- | --------- | ---- |
|                         | Partido Social Democrata             | 329 783   | 25,6 / 100,0  | 3,8     | 15 / 56   | 2    |
|                         | Partido Renovador Democrático        | 273 685   | 21,3 / 100,0  | Novo    | 13 / 56   | Novo |
|                         | Aliança Povo Unido                   | 258 808   | 20,1 / 100,0  | 5,2     | 12 / 56   | 3    |
|                         | Partido Socialista                   | 255 030   | 19,8 / 100,0  | 16,0    | 12 / 56   | 9    |
|                         | Partido do Centro Democrático Social | 104 010   | 8,1 / 100,0   | 5,6     | 4 / 56    | 3    |
|                         | União Democrática Popular            | 20 758    | 1,6 / 100,0   | -       | 0 / 56    | -    |
|                         | Outros                               | 20 274    | 1,6 / 100,0   |         | 0 / 56    |      |
| Votos inválidos         | Votos inválidos                      | 25 763    | 2,0 / 100,0   | Estável |           |      |
| Total                   | Total                                | 1 288 111 | 100,0 / 100,0 |         | 56 / 56   |      |
| Eleitorado/Participação | Eleitorado/Participação              | 1 661 690 | 77,5 / 100,0  | 3,2     |           |      |

### Madeira
| Partidos                | Partidos                             | Votos   | %             | +/-  | Deputados | +/-     |
| ----------------------- | ------------------------------------ | ------- | ------------- | ---- | --------- | ------- |
|                         | Partido Social Democrata             | 68 928  | 56,8 / 100,0  | 0,6  | 4 / 5     | Estável |
|                         | Partido Socialista                   | 15 976  | 13,2 / 100,0  | 11,2 | 1 / 5     | Estável |
|                         | Partido Renovador Democrático        | 11 723  | 9,7 / 100,0   | Novo | 0 / 5     | Novo    |
|                         | Partido do Centro Democrático Social | 9 463   | 7,8 / 100,0   | 0,4  | 0 / 5     | Estável |
|                         | União Democrática Popular            | 6 113   | 5,0 / 100,0   | 2,3  | 0 / 5     | Estável |
|                         | Aliança Povo Unido                   | 3 939   | 3,2 / 100,0   | 0,4  | 0 / 5     | Estável |
|                         | Outros                               | 2 475   | 2,0 / 100,0   |      | 0 / 5     |         |
| Votos inválidos         | Votos inválidos                      | 2 824   | 2,4 / 100,0   | 0,4  |           |         |
| Total                   | Total                                | 121 441 | 100,0 / 100,0 |      | 5 / 5     |         |
| Eleitorado/Participação | Eleitorado/Participação              | 174 139 | 69,7 / 100,0  | 3,7  |           |         |

### Portalegre
| Partidos                | Partidos                             | Votos   | %             | +/-  | Deputados | +/-     |
| ----------------------- | ------------------------------------ | ------- | ------------- | ---- | --------- | ------- |
|                         | Aliança Povo Unido                   | 23 539  | 25,2 / 100,0  | 3,5  | 1 / 3     | Estável |
|                         | Partido Socialista                   | 22 155  | 23,7 / 100,0  | 14,8 | 1 / 3     | 1       |
|                         | Partido Social Democrata             | 19 546  | 20,9 / 100,0  | 1,8  | 1 / 3     | Estável |
|                         | Partido Renovador Democrático        | 17 570  | 18,8 / 100,0  | Novo | 0 / 3     | Novo    |
|                         | Partido do Centro Democrático Social | 4 603   | 4,9 / 100,0   | 2,6  | 0 / 3     | Estável |
|                         | União Democrática Popular            | 924     | 1,0 / 100,0   | 0,5  | 0 / 3     | Estável |
|                         | Outros                               | 2 486   | 2,7 / 100,0   |      | 0 / 3     |         |
| Votos inválidos         | Votos inválidos                      | 2 785   | 3,0 / 100,0   | 0,1  |           |         |
| Total                   | Total                                | 93 608  | 100,0 / 100,0 |      | 3 / 3     | 1       |
| Eleitorado/Participação | Eleitorado/Participação              | 116 111 | 80,6 / 100,0  | 1,8  |           |         |

### Porto
| Partidos                | Partidos                             | Votos     | %             | +/-  | Deputados | +/-     |
| ----------------------- | ------------------------------------ | --------- | ------------- | ---- | --------- | ------- |
|                         | Partido Social Democrata             | 270 526   | 29,3 / 100,0  | 3,1  | 12 / 39   | 2       |
|                         | Partido Socialista                   | 217 356   | 23,6 / 100,0  | 19,4 | 10 / 39   | 8       |
|                         | Partido Renovador Democrático        | 188 751   | 20,5 / 100,0  | Novo | 8 / 39    | Novo    |
|                         | Aliança Povo Unido                   | 111 272   | 12,1 / 100,0  | 1,5  | 5 / 39    | Estável |
|                         | Partido do Centro Democrático Social | 89 976    | 9,8 / 100,0   | 2,7  | 4 / 39    | 1       |
|                         | União Democrática Popular            | 9 846     | 1,1 / 100,0   | -    | 0 / 39    | -       |
|                         | Outros                               | 14 398    | 1,6 / 100,0   |      | 0 / 39    |         |
| Votos inválidos         | Votos inválidos                      | 20 534    | 2,2 / 100,0   | 0,3  |           |         |
| Total                   | Total                                | 922 659   | 100,0 / 100,0 |      | 39 / 39   | 1       |
| Eleitorado/Participação | Eleitorado/Participação              | 1 171 490 | 78,8 / 100,0  | 3,2  |           |         |

### Santarém
| Partidos                | Partidos                             | Votos   | %             | +/-  | Deputados | +/-     |
| ----------------------- | ------------------------------------ | ------- | ------------- | ---- | --------- | ------- |
|                         | Partido Social Democrata             | 77 118  | 27,8 / 100,0  | 3,1  | 4 / 12    | 1       |
|                         | Partido Renovador Democrático        | 66 099  | 23,8 / 100,0  | Novo | 3 / 12    | Novo    |
|                         | Partido Socialista                   | 51 459  | 18,6 / 100,0  | 19,8 | 2 / 12    | 3       |
|                         | Aliança Povo Unido                   | 45 468  | 16,4 / 100,0  | 3,6  | 2 / 12    | 1       |
|                         | Partido do Centro Democrático Social | 21 369  | 7,7 / 100,0   | 2,3  | 1 / 12    | Estável |
|                         | União Democrática Popular            | 3 091   | 1,1 / 100,0   | 0,1  | 0 / 12    | Estável |
|                         | Outros                               | 6 903   | 2,5 / 100,0   |      | 0 / 12    |         |
| Votos inválidos         | Votos inválidos                      | 5 954   | 2,2 / 100,0   | 0,8  |           |         |
| Total                   | Total                                | 277 461 | 100,0 / 100,0 |      | 12 / 12   |         |
| Eleitorado/Participação | Eleitorado/Participação              | 365 602 | 75,9 / 100,0  | 2,3  |           |         |

### Setúbal
| Partidos                | Partidos                             | Votos   | %             | +/-  | Deputados | +/-     |
| ----------------------- | ------------------------------------ | ------- | ------------- | ---- | --------- | ------- |
|                         | Aliança Povo Unido                   | 160 702 | 38,2 / 100,0  | 7,6  | 7 / 17    | 1       |
|                         | Partido Renovador Democrático        | 85 902  | 20,4 / 100,0  | Novo | 4 / 17    | Novo    |
|                         | Partido Socialista                   | 69 595  | 16,5 / 100,0  | 14,1 | 3 / 17    | 3       |
|                         | Partido Social Democrata             | 64 674  | 15,4 / 100,0  | 2,7  | 3 / 17    | 1       |
|                         | Partido do Centro Democrático Social | 16 140  | 3,8 / 100,0   | 1,3  | 0 / 17    | 1       |
|                         | União Democrática Popular            | 8 182   | 1,9 / 100,0   | 0,2  | 0 / 17    | Estável |
|                         | Outros                               | 7 750   | 1,8 / 100,0   |      | 0 / 17    |         |
| Votos inválidos         | Votos inválidos                      | 7 848   | 1,9 / 100,0   | 0,2  |           |         |
| Total                   | Total                                | 420 793 | 100,0 / 100,0 |      | 17 / 17   |         |
| Eleitorado/Participação | Eleitorado/Participação              | 532 068 | 79,1 / 100,0  | 2,6  |           |         |

### Viana do Castelo
| Partidos                | Partidos                             | Votos   | %             | +/-     | Deputados | +/-     |
| ----------------------- | ------------------------------------ | ------- | ------------- | ------- | --------- | ------- |
|                         | Partido Social Democrata             | 47 253  | 33,5 / 100,0  | 0,9     | 3 / 6     | Estável |
|                         | Partido Socialista                   | 25 924  | 18,4 / 100,0  | 14,1    | 1 / 6     | 1       |
|                         | Partido do Centro Democrático Social | 23 368  | 16,6 / 100,0  | 1,8     | 1 / 6     | Estável |
|                         | Partido Renovador Democrático        | 22 904  | 16,2 / 100,0  | Novo    | 1 / 6     | Novo    |
|                         | Aliança Povo Unido                   | 11 591  | 8,2 / 100,0   | 1,7     | 0 / 6     | Estável |
|                         | Partido da Democracia Cristã         | 1 508   | 1,1 / 100,0   | 0,2     | 0 / 6     | Estável |
|                         | União Democrática Popular            | 1 348   | 1,0 / 100,0   | 0,6     | 0 / 6     | Estável |
|                         | Outros                               | 3 085   | 2,2 / 100,0   |         | 0 / 6     |         |
| Votos inválidos         | Votos inválidos                      | 4 017   | 2,9 / 100,0   | Estável |           |         |
| Total                   | Total                                | 140 998 | 100,0 / 100,0 |         | 6 / 6     |         |
| Eleitorado/Participação | Eleitorado/Participação              | 196 719 | 71,6 / 100,0  | 2,9     |           |         |

### Vila Real
| Partidos                | Partidos                             | Votos   | %             | +/-  | Deputados | +/-     |
| ----------------------- | ------------------------------------ | ------- | ------------- | ---- | --------- | ------- |
|                         | Partido Social Democrata             | 55 388  | 42,2 / 100,0  | 0,2  | 3 / 6     | Estável |
|                         | Partido Socialista                   | 30 129  | 23,0 / 100,0  | 9,3  | 2 / 6     | Estável |
|                         | Partido do Centro Democrático Social | 16 375  | 12,5 / 100,0  | 0,2  | 1 / 6     | Estável |
|                         | Partido Renovador Democrático        | 11 350  | 8,6 / 100,0   | Novo | 0 / 6     | Novo    |
|                         | Aliança Povo Unido                   | 7 804   | 5,9 / 100,0   | 0,5  | 0 / 6     | Estável |
|                         | Partido da Democracia Cristã         | 1 482   | 1,1 / 100,0   | 0,2  | 0 / 6     | Estável |
|                         | Outros                               | 3 547   | 2,7 / 100,0   |      | 0 / 6     |         |
| Votos inválidos         | Votos inválidos                      | 5 225   | 4,0 / 100,0   | 0,3  |           |         |
| Total                   | Total                                | 131 300 | 100,0 / 100,0 |      | 6 / 6     |         |
| Eleitorado/Participação | Eleitorado/Participação              | 196 854 | 66,7 / 100,0  | 4,7  |           |         |

### Viseu
| Partidos                | Partidos                             | Votos   | %             | +/-  | Deputados | +/-     |
| ----------------------- | ------------------------------------ | ------- | ------------- | ---- | --------- | ------- |
|                         | Partido Social Democrata             | 83 913  | 37,7 / 100,0  | 1,1  | 5 / 10    | 1       |
|                         | Partido Socialista                   | 44 476  | 20,0 / 100,0  | 10,9 | 2 / 10    | 2       |
|                         | Partido do Centro Democrático Social | 44 257  | 19,9 / 100,0  | 0,8  | 2 / 10    | Estável |
|                         | Partido Renovador Democrático        | 24 163  | 10,9 / 100,0  | Novo | 1 / 10    | Novo    |
|                         | Aliança Povo Unido                   | 11 180  | 5,0 / 100,0   | 0,4  | 0 / 10    | Estável |
|                         | Partido da Democracia Cristã         | 2 753   | 1,2 / 100,0   | 0,3  | 0 / 10    | Estável |
|                         | Outros                               | 5 236   | 2,4 / 100,0   |      | 0 / 10    |         |
| Votos inválidos         | Votos inválidos                      | 6 767   | 3,0 / 100,0   | 0,6  |           |         |
| Total                   | Total                                | 222 745 | 100,0 / 100,0 |      | 10 / 10   |         |
| Eleitorado/Participação | Eleitorado/Participação              | 321 240 | 69,3 / 100,0  | 4,9  |           |         |

### Europa
| Partidos                | Partidos                                        | Votos  | %             | +/-  | Deputados | +/-     |
| ----------------------- | ----------------------------------------------- | ------ | ------------- | ---- | --------- | ------- |
|                         | Partido Social Democrata                        | 5 712  | 24,3 / 100,0  | 6,9  | 1 / 2     | Estável |
|                         | Partido Socialista                              | 5 700  | 24,2 / 100,0  | 9,4  | 1 / 2     | Estável |
|                         | Aliança Povo Unido                              | 4 417  | 18,8 / 100,0  | 1,7  | 0 / 2     | Estável |
|                         | Partido do Centro Democrático Social            | 4 074  | 17,3 / 100,0  | 6,2  | 0 / 2     | Estável |
|                         | Partido Renovador Democrático                   | 1 664  | 7,1 / 100,0   | Novo | 0 / 2     | Novo    |
|                         | Partido da Democracia Cristã                    | 486    | 2,1 / 100,0   | 0,2  | 0 / 2     | Estável |
|                         | Partido Comunista dos Trabalhadores Portugueses | 223    | 1,0 / 100,0   | 0,3  | 0 / 2     | Estável |
|                         | Outros                                          | 412    | 1,8 / 100,0   |      | 0 / 2     |         |
| Votos inválidos         | Votos inválidos                                 | 852    | 3,6 / 100,0   | 1,6  |           |         |
| Total                   | Total                                           | 23 540 | 100,0 / 100,0 |      | 2 / 2     |         |
| Eleitorado/Participação | Eleitorado/Participação                         | 75 606 | 31,1 / 100,0  | 16,6 |           |         |

### Fora da Europa
| Partidos                | Partidos                             | Votos   | %             | +/-  | Deputados | +/-     |
| ----------------------- | ------------------------------------ | ------- | ------------- | ---- | --------- | ------- |
|                         | Partido Social Democrata             | 13 768  | 40,5 / 100,0  | 7,7  | 1 / 2     | Estável |
|                         | Partido do Centro Democrático Social | 12 889  | 37,9 / 100,0  | 3,8  | 1 / 2     | Estável |
|                         | Partido Socialista                   | 2 654   | 7,8 / 100,0   | 0,8  | 0 / 2     | Estável |
|                         | Partido da Democracia Cristã         | 1 396   | 4,1 / 100,0   | 0,4  | 0 / 2     | Estável |
|                         | Partido Renovador Democrático        | 1 131   | 3,3 / 100,0   | Novo | 0 / 2     | Novo    |
|                         | Aliança Povo Unido                   | 866     | 2,6 / 100,0   | 0,2  | 0 / 2     | Estável |
|                         | Outros                               | 323     | 1,0 / 100,0   |      | 0 / 2     |         |
| Votos inválidos         | Votos inválidos                      | 924     | 2,7 / 100,0   | 0,2  |           |         |
| Total                   | Total                                | 33 991  | 100,0 / 100,0 |      | 2 / 2     |         |
| Eleitorado/Participação | Eleitorado/Participação              | 115 212 | 29,5 / 100,0  | 14,2 |           |         |

| Eleições legislativas portuguesas de 1985 Distritos: Aveiro \| Beja \| Braga \| Bragança \| Castelo Branco \| Coimbra \| Évora \| Faro \| Guarda \| Leiria \| Lisboa \| Portalegre \| Porto \| Santarém \| Setúbal \| Viana do Castelo \| Vila Real \| Viseu \| Açores \| Madeira \| Estrangeiro |